# Муселим
 Тази статия е за селото в Дем Бук.  За селото във Вилает Лозенград вижте Муселим (вилает Лозенград).  
Муселим (на гръцки: Αηδονόκαστρο, Айданокастро, на катаревуса: Αηδονόκαστρον, Айданокастрон, до 1927 година Μουσελίμ, Муселим) е село в Република Гърция, разположено на територията на дем Бук (Паранести), област Източна Македония и Тракия.

## История
В края на XIX век Муселим е село в Драмска кааза на Османската империя. След Междусъюзническата война попада в Гърция.
След Първата световна война населението на Муселим е изгонено в Турция, а в селото са настанени гръцки бежанци. В 1927 година името на селото е сменено на Айданокастрон. Към 1928 година селото е изцяло бежанско с 26 семейства и общо 89 души.